# خوسيه أورتيغا
خوسيه أورتيغا (بالإسبانية: José Ortega)‏ (مواليد 2 أكتوبر 1963) هو ملاكم إسبانيا، مثّل بلاده في الألعاب الأولمبية الصيفية في دورتي 1988 و1992.

## روابط خارجية
خوسيه أورتيغا على موقع بوكس ريك (الإنجليزية) (registration required)
- خوسيه أورتيغا على موقع أوليمبيديا (الإنجليزية)